# Những cuộc phiêu lưu của Tom Sawyer

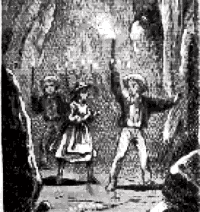
Tom Sawyer, Huckleberry Finn và Becky trong hang của Injun Joe

Những cuộc phiêu lưu của Tom Sawyer là một quyển sách được nhà văn Mark Twain viết với bút pháp độc đáo, miêu tả tâm lý, cử chỉ, hành động của một chú bé sống tại một ngôi làng nghèo bên sông Mississippi. Tác giả đã miêu tả xuất sắc tính cách, tâm lý, hành động của chú bé thông minh, nghịch ngợm nhưng dũng cảm và có một tấm lòng nhân hậu giàu tình nghĩa.

## Cốt truyện
Vào những năm 1840, cậu bé tinh nghịch và giàu trí tưởng tượng Tom Sawyer sống với người cô Polly và em cùng cha khác mẹ trong phố Mississippi River của St. Petersburg, Missouri. Sau khi trốn học vào ngày thứ sáu và làm bẩn quần áo mình khi đánh nhau, Tom bị phạt phải sơn hàng rào vào thứ bảy. Đầu tiên, Tom thất vọng vì bị mất ngày nghỉ. Tuy nhiên, sau đó cậu đã rất thông minh khi khuyến khích các bạn phải trao đổi rất nhiều "kho báu" để đổi lấy quyền được làm công việc của mình. Sau đó, cậu nhận ra rằng để làm cho ai đó ao ước một điều gì, chỉ cần làm nó khó có thể đạt được. Cậu đổi những "kho báu" mà mình đạt được bằng cách lừa các bạn sơn bằng những tấm vé để đổi cuốn Kinh Thánh ở lớp học ngày chủ nhật. Cậu nhận được đủ vé để đổi cuốn Kinh Thánh. Tuy nhiên, cậu để vuột mất vinh quang khi trả lời David và Goliath là hai trong số những môn đệ của chúa Giêsu.
Tom yêu Becky Thatcher - một cô gái mới trong phố. Cậu khuyến khích cô có thể "đính hôn" với cậu chỉ bằng cách hôn mình. Becky hôn Tom. Nhưng tình yêu của họ sụp đổ khi Becky biết Tom trước đó đã "đính hôn" với một cô gái khác - Amy Lawrence. Một thời gian ngắn sau khi bị Becky xa lánh, Tom đồng hành cùng Huckleberry Finn - con trai của một kẻ say rượu - đến nghĩa địa vào đêm để thử tìm ra "phương thuốc" cho căn bệnh mụn cóc từ một con mèo chết. Tại nghĩa địa, họ chứng kiến vụ giết bác sĩ Robinson được thực hiện bởi một kẻ bản xứ Injun Joe. Quá sợ hãi, Tom và Huck đã chạy thục mạng và thề một lời thề máu không nói cho bất kì ai về những gì họ đã thấy. Injun Joe đã đổ tội cho Muff Potter - một kẻ say rượu không may - về tội ác trên. Tom rất lo lắng và cảm thấy tội lỗi.
Tom, Huck và Joe Harper - một người bạn của Tom - chạy đến một hòn đảo để trở thành những tên cướp biển. Khi đang bơi và tận hưởng tự do mới mẻ, các cậu nhận ra mọi người đang tìm kiếm xác họ. Tom lẻn về nhà một đêm để quan sát các thay đổi. Sau một lúc hối hận về nỗi khổ của những người thân yêu, Tom nảy ra ý tưởng xuất hiện vào đám tang của chính mình để làm mọi người kinh ngạc. Cậu cũng bảo Joe và Huck làm như vậy. Sự trở lại của họ sẽ ngập tràn trong sự vui mừng. Họ sẽ trở thành người hùng và là sự ghen tị của các bạn.
Trở lại trường, Tom nhận được sự yêu mến của Becky vì đã nhận trách nhiệm cho cuốn sách mà cô xé rách. Ngay sau đó, Muff Potter ra tòa. Tom đã vượt qua nỗi sợ hãi và ra làm chứng chống lại Injun Joe. Muff Potter trắng án nhưng Injun trốn qua cửa sổ của tòa án.
Mùa hè đến, Tom và Huck đi tìm kho báu trong một ngôi nhà bị ma ám. Sau khi lên tầng trên, họ nghe thấy một tiếng động phía dưới. Nhìn xuống cái hố tầng dưới, họ thấy Injun Joe đang giả dạng là một người Tây Ban Nha điếc và mù. Hắn và một kẻ đồng lõa bù xù đang lên kế hoạch để chôn kho báu mà chúng đánh cắp. Từ chỗ ẩn nấp của mình, Tom và Huck thích thú với cái ý nghĩ đào nó lên. Trong một sự trùng hợp hiếm có, Tom và Huck đã đào được một hột một đầy vàng. Khi chúng thấy dụng cụ của Tom và Huck, chúng bắt đầu nghi ngờ rằng có ai đó đã chốn vào căn nhà và định đánh cắp kho báu của chúng thay vì chôn nó như chúng dự định.
Huck bắt đầu theo dõi Injun Joe mọi đêm, cố tìm cơ hội để chiếm được số vàng. Trong khi đó, Tom có chuyến picnic đến McDougal's Cave với Becky và các bạn cùng lớp. Trong cùng một đêm, Huck thấy Injun Joe và kẻ đồng lõa đang loay hoay với một chiếc hộp. Cậu đi theo và chợt nghe thấy chúng đang lên kế hoạch tấn công Widow Douglas - một cư dân ở St. Petersburg. Huck chạy đi tìm kiếm sự giúp đỡ nhằm ngăn chặn tội ác và cậu trở thành một anh hùng vô danh.
Tom và Becky lạc trong hang và sự vắng mặt của họ không được phát hiện cho tới sáng hôm sau. Người trong phố đổ xô đi tìm họ nhưng không có tác dụng. Tom và Becky hết thức ăn và nến và dần dần yếu đi. Tình hình càng trở nên tồi tệ trong khi Tom tìm lối ra, cậu phát hiện Injun Joe cũng đang ở trong hang để ẩn nấp. Cuối cùng, ngay lúc những người tìm kiếm bỏ cuộc, Tom tìm được lối ra. Cả phố ăn mừng và cha của Becky, Judge Thatcher, khóa cái hang lại, để mặc cho Injun Joe đến chết.
Một tuần sau, Tom dẫn Huck đến cái hang và tìm thấy hộp chứa vàng. Tiền trong đó sẽ được chia cho họ. Widow Douglas nhận Huck làm con nuôi khi Huck cố gắng trốn khỏi cuộc sống văn minh. Tom hứa với cậu, cậu có thể gia nhập "băng cướp" của mình nếu Huck trở lại. Huck đồng ý một cách không hề miễn cưỡng.

## Chuyện bên lề
Trong cuốn tự truyện của mình, Mark Twain cho rằng Tom Sawyer là tác phẩm đầu tiên của ông mà bản thảo được đánh máy. Tuy nhiên theo nhà sử học nghiên cứu về đánh máy Darryl Rehr, tác phẩm đầu tiên được đánh máy của Twain là Cuộc sống trên dòng sông Mississippi. 

## Đánh giá
Theo quan điểm mácxít, trên cuốn Từ điển Văn học:
| “ | Những cuộc phiêu lưu của Tôm Xoyơ...về thực chất, đó là cuộc đấu tranh dai dẳng kiên trì để thoát ra khỏi mọi ước lệ xã hội cùng những thói tục cổ hủ đang đề nặng lên người nông dân Mỹ thế kỷ XIX...Qua câu chuyện, nhà văn cũng chỉ trích lối giáo dục lạc hậu của nền học vấn tư sản với cách dạy nhồi nhét, với kiểu văn chương màu mè sáo rỗng, với những ông thầy độc ác và đạo đức giả, biến học sinh thành những đứa trẻ chỉ biết tiếp nhận một cách thụ động. Tác giả còn kín đáo chê trách lối sống mòn mỏi, cam chịu của những người nông dân làng Xen Pitơxbơ – những còn người đầu óc ngu muội, dốt nát luôn luôn cam sống trong cảnh nghèo nàn và nạn trộm cướp giết người rùng rợn...Song nổi bật lên trên hết trong những trang sách của M.Twain vẫn là âm hưởng ngợi ca thế giới đẹp đẽ của tuổi thơ... | ” |

## Phim chuyển thể từ sách
Cuốn tiểu thuyết đã được chuyển thể thành trên dưới 20 bộ phim của nhiều quốc gia, trong đó có ba bản phim nổi bật của Mỹ vào các năm 1938, 1973, 1995 (tựa đề Tom and Huck).